# The Swingin’ Miss “D”
The Swingin’ Miss “D” — студийный альбом американской певицы Дины Вашингтон, выпущенный в 1957 году на лейбле EmArcy Records. На этом альбоме её аккомпанировал оркестр, организованный и дирижируемый Куинси Джонсом.

## Отзывы критиков
| Оценки критиков                   | Оценки критиков |
| Источник                          | Оценка          |
| --------------------------------- | --------------- |
| AllMusic                          | [ 1 ]           |
| The Encyclopedia of Popular Music | ·               |
| The Penguin Guide to Jazz         | [ 4 ]           |

Уильям Рульманн из AllMusic: «Результат имел много общего со свинговыми альбомами Фрэнка Синатры того же периода, особенно потому, что на аранжировки Джонса оказали сильное влияние Билли Мэй и Нельсон Риддл. Записи Синатры, конечно, считались „попсовыми“, а записи Вашингтон, по крайней мере, когда они были выпущены на дочернем лейбле Mercury Records в Эмарси, — „джазовыми“, но её точная артикуляция и внимание к смыслу текстов оставляли мало места для импровизации, и, хотя Джонс допускал короткие соло от группы, в которую входили Чарли Шейверс, Кларк Терри, Урби Грин и Милт Хинтон, джазовая категоризация была на самом деле произвольной. К какому бы музыкальному жанру вы его ни отнесли, это превосходный альбом Вашингтон».

## Список композиций
1. «They Didn’t Believe Me» (Джером Керн, Герберт Рейнольдс) — 2:44
2. «You’re Crying» (Леонард Физер, Куинси Джонс) — 3:29
3. «Makin’ Whoopee» (Уолтер Дональдсон, Гас Кан) — 2:26
4. «Ev’ry Time We Say Goodbye» (Коул Портер) — 2:27
5. «But Not for Me» (Джордж Гершвин, Айра Гершвин) — 2:25
6. «Caravan» (Дюк Эллингтон, Ирвинг Миллс, Хуан Тизол) — 2:37
7. «Perdido» (Эрвин Дрейк, Х. Дж . Ленгсфельдер, Хуан Тизол) — 3:23
8. «Never Let Me Go» (Рэй Эванс, Джей Ливингстон) — 2:42
9. «Is You Is or Is You Ain’t My Baby?» (Билли Остин, Луи Джордан) — 2:56
10. «I’ll Close My Eyes» (Бадди Кейн, Билли Рид) — 3:57
11. «Somebody Loves Me» (Бадди Де Сильва, Джордж Гершвин, Баллард Макдональд) — 2:32

Бонус-треки переиздания
1. «I’ll Drown in My Tears» (Генри Гловер) — 3:09
2. «You Let My Love Grow Cold» (Джесси Мэй Робинсон) — 2:26
3. «Bargain Day» (Уильям Рой) — 2:50
4. «Relax Max» (Эл Фриш, Сид Уэйн) — 2:42
5. «Tears to Burn» (Артур Альбертс, Тибор Альбертс, Ричард Брюс) — 2:44
6. «The Kissing Way Home» (Гарольд Соломон, Мэнни Курц) — 2:23
7. «I Know» (Дик Фелт, Рассел Хэллоуэлл, Тедди Пауэлл) — 3:07

## Участники записи
- Альт-саксофон — Энтони Ортега
- Альт-саксофон, флейта — Хэл Маккьюзик
- Баритон-саксофон — Дэнни Бэнк
- Бас-гитара — Милтон Хинтон
- Бас-тромбон — Томми Митчелл
- Вокал — Дайна Вашингтон
- Гитара — Барри Гэлбрейт
- Тенор-саксофон, кларнет — Джером Ричардсон, Лаки Томпсон
- Тромбон — Джимми Кливленд, Квентин Джексон, Урби Грин
- Труба — Берни Глоу, Чарли Шейверс, Кларк Терри, Эрни Ройал, Джо Уайлдер, Ник Трэвис
- Труба, вибрафон, Бонго, ксилофон — Дон Эллиотт
- Ударные — Джимми Кроуфорд, Ози Джонсон
- Фортепиано, челеста — Слипи Андерсон